# Champagne FM
 (mars 2012).
Si vous disposez d'ouvrages ou d'articles de référence ou si vous connaissez des sites web de qualité traitant du thème abordé ici, merci de compléter l'article en donnant les références utiles à sa vérifiabilité et en les liant à la section « Notes et références ».
Champagne FM est une radio régionale française diffusant ses programmes sur la région Champagne-Ardenne ainsi qu'au sud du département de l'Aisne, pouvant être entendue sur la Meuse et en Belgique. Elle appartient désormais au Groupe La Voix au sein du Groupe Rossel, faisant donc partie du même ensemble que la radio Contact FM.
La radio est membre des Indés Radios et du SIRTI,.

## Historique

### Années 1990
Champagne FM est fondée en 1991 à Châlons-en-Champagne par Michel Drouot et Alix Cornélis.

### Années 2010
En 2011, Champagne FM ouvre 1 nouvelle fréquence à Joinville.
En 2012, la radio déménage ses studios de la rue du Cadran Saint-Pierre (historique) pour aller rue André Pingat dans le quartier Clairmarais.
Le 14 janvier 2013, à la suite de la vente des actifs du groupe Hersant Média, Champagne FM change de propriétaire. Elle est détenue désormais par le Groupe Rossel, qui est belge.
Courant juin 2015, le CSA autorise le Groupe Rossel La Voix a racheter Happy FM. Happy FM dirigée elle aussi par Jérôme Delaveau, devient la petite sœur de Champagne FM et intègre les locaux de la rue André Pingat dans le courant du mois de juillet 2016.

## Identité de la station

### Logos

Logo de Champagne FM de 1991 à 2011
Logo de Champagne FM de 2011 au 25 août 2013
Logo de Champagne FM de septembre 2014 à 2020
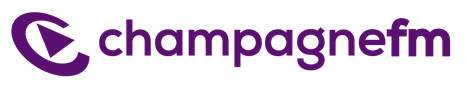
Logo de Champagne Fm depuis 2020

### Slogans
Le slogan de la radio a évolué depuis 2008, :
- De 2008 à 2011 : "L'esprit Région"
- De 2011 à 2013 : "Brut de tubes"
- 2013 : "13 tubes garantis toutes les heures"
- Depuis 2013 : "Tellement tubes"
- Depuis 2022 : « La radio Pop »

## Encadrement
Le 5 mars 2013, le groupe Rossel nomme Jérôme Delaveau en qualité de directeur général délégué de la station. En septembre 2019, Jérôme Delaveau quitte Champagne FM.
Le 17 décembre 2019, Thierry Steiner reprend le poste de directeur général de Champagne FM.

## Programmation
Cette radio propose principalement les derniers morceaux commerciaux du moment (les nouveautés représentant en 2006, 88,5 %[réf. nécessaire] de la programmation et les titres du « TOP40 » 60 %, d'après le Syndicat national de l'édition phonographique).

## Diffusion

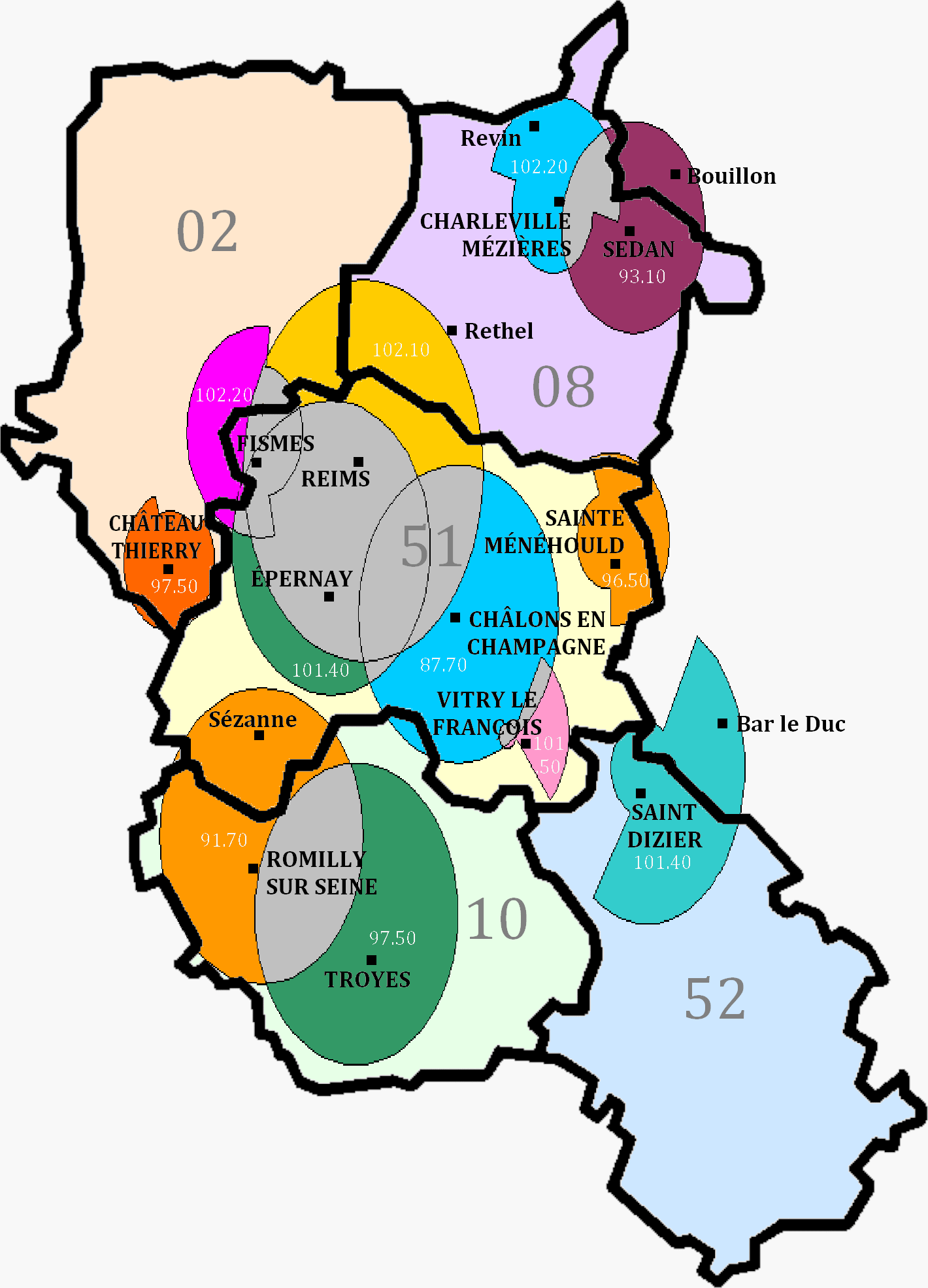
Secteurs de diffusion

Champagne FM est présente dans la quasi-totalité de la région Champagne-Ardenne, et dans le sud du département de l'Aisne, en desservant en particulier les agglomérations suivantes : Chalons-en-Champagne, Charleville-Mézières, Château-Thierry, Epernay, Fismes, Joinville, Reims, Rethel, Romilly-sur-Seine, Saint-Dizier, Sainte-Menehould, Sedan, Troyes, Vitry-le-François et Vouziers.

## Récompenses
Le 14 février 2013, la radio reçoit le "Prix ON’R de la Radio Régionale 2012" du salon Le RADIO.